# 上塔尔卡尼
上塔尔卡尼，是匈牙利赫维什州所辖的一个村。总面积77.32平方公里，总人口3454，人口密度44.7人/平方公里（2011年1月1日）。